# Lena Videkull
Lena Mari Anette Videkull, née le 6 décembre 1962, est une joueuse suédoise de football. Videkull compte 111 sélections en équipe nationale, pour 71 buts inscrits. 
Videkull peut être vue dans la série télévisée documentaire, parue en 2013, The Other Sport, produit par Sveriges Television.

## Biographie

### Carrière en club
Videkull remporte le Damallsvenskan (championnat de football féminin suédois) à six reprises au cours de sa carrière. Elle se classe par ailleurs meilleure buteuse du championnat suédois à six reprises.

### Carrière internationale
Videkull fait ses débuts au sein de l'équipe de Suède lors de la phase finale du premier championnat d'Europe de l'UEFA pour équipes nationales féminines, en mai 1984. A cette occasion, la Suède bat l'Angleterre 1 à 0 lors du match aller à Ullevi, avant de concéder, à Penilout au Kenilworth Road, une défaite sur le score de 1–0.
La Suède atteint à nouveau la finale lors de l'édition 1987 des championnats de l'UEFA. Videkull marque un but en finale, mais cela n'empêche pas les suédoises de s'incliner sur le score de 2-1 contre la Norvège. En mai 1989, Videkull marque lors d'un match international féminin au stade de Wembley, son but s'ajoutant au premier but de Pia Sundhage, alors que la Suède bat l'Angleterre 2 à 0 lors d'un lever de rideau pour la Coupe Stanley-Rous. 
En 1991, Videkull participe à la troisième place de la Suède lors de la première Coupe du Monde Féminine de la FIFA. En 1993, elle reçoit le prix du Diamantbollen, récompensant la meilleure footballeuse suédoise de l'année. Elle prend ensuite brièvement sa retraite après avoir joué pour la Suède lors de la Coupe du Monde Féminine de la FIFA 1995, mais se voit tentée par un retour lors des Jeux olympiques d’été de 1996.

## Palmarès
- Championne de Suède en 1987 et 1988 avec l'Öxabäck IF ; en 1990, 1991, 1993 et 1994 avec le Malmö FF Dam
- Vainqueur de la Coupe de Suède en 1990 et 1997 avec le Malmö FF Dam

## Vie privée
Videkull est lesbienne et vit avec sa partenaire Nina et leur fille Felicia.